# Nyakaliro (Tanzania)
Nyakaliro è una circoscrizione rurale (rural ward) della Tanzania situata nel distretto di Sengerema, regione di Mwanza. Conta una popolazione di 33 830 abitanti (censimento 2012).